# Tirunelveli

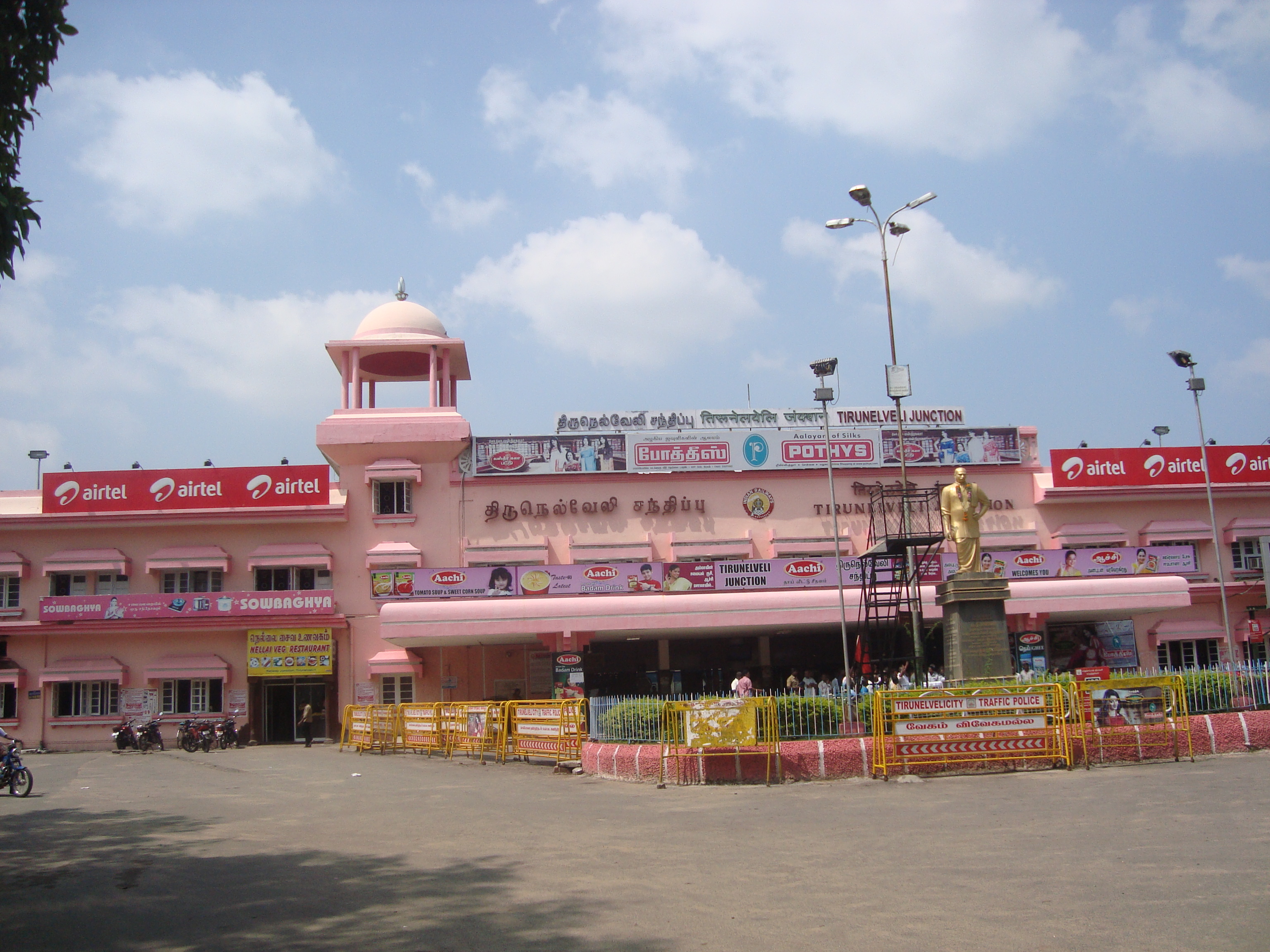
Järnvägsstation i Tirunelveli.

Tirunelveli är en stad i den indiska delstaten Tamil Nadu och är centralort i ett distrikt med samma namn. Folkmängden uppgick till 473 637 invånare vid folkräkningen 2011, med förorter 497 826 invånare.